# Tebogo Mashego
Tebogo Anna Mashego est une femme d'affaires et industrielle sud-africaine, cofondatrice et directrice générale de Projects Proprietary Limited, une entreprise de conception et de fabrication de produits métalliques,.

## Enfance, jeunesse et famille
Mashego nait en Afrique du Sud en 1982. Elle suit les cours du lycée Sekete IV à Rustenburg, dans la province du Nord-Ouest, et obtient son diplôme en 1998. Elle étudie ensuite à l’Université de Johannesbourg. Plus tard, elle se marie et commence à travailler comme agente des ressources humaines dans une municipalité.

## Carrière
En 2004, Tebogo et son mari créent Diep K Steel & Aluminium Proprietary Limited. Tebogo gère l'entreprise à temps partiel, tout en travaillant comme responsable des ressources humaines pour une entité gouvernementale locale. En 2008, elle démissionne de son poste à la municipalité pour gérer son entreprise à plein temps. La même année, son mari s’éloigne de l'entreprise.
En 2014, la société change de nom pour devenir Ditsogo Projects Proprietary Limited et déménage dans la zone industrielle de Rustenburg. L'entreprise est entièrement détenue et gérée par des femmes. Du personnel supplémentaire et un modèle d'entreprise amélioré sont crédités pour la réduction de 20 % des coûts opérationnels,. Mashego s'est inspirée de méthodes observées en Allemagne.
Mashego promeut une industrialisation inclusive et durable, la construction d'infrastructures résilientes et la promotion de l'innovation (suivant l'Objectif du Millénaire pour le développement 9 des Nations Unies ), avec des modes de production et de consommation durable ((Suivant l'Objectif de développement durable 12),.
En 2014, Tebogo Mashego est nommée parmi "Les 20 jeunes femmes influentes d'Afrique 2014" du magazine Forbes.